# Conall Gulban
Conall Gulban, figlio di Niall Noígiallach (fl. V secolo), è stato un sovrano irlandese che fondò il regno di Tír Conaill nel V secolo, che comprendeva gran parte dell'odierna contea di Donegal.
I suoi discendenti erano i Cenél Conaill.
I Cenél nEógain, che discendevano dal fratello Eoghan, divennero un altro ramo Uí Néill dominate nel In Fochla (anche In Tuisceart). Il loro regno era conosciuto come Tír Eógain (odierna contea di Tyrone). 
Conall Gulban fu anche antenato di persone come Colum Cille, Aodh Rua Ó Domhnaill, Aodh Mór Ó Néill, Phelim O'Neill, Eoghan Rua Ó Néill e molti altri.
I più potenti tra i suoi discendenti furono i membri della casa reale di Dunkeld dei re di Scozia (XI-XIII secolo), il clan degli O'Donnell, o i re di Tir Conaill. 
Conall Gulban fu assassinato da Masraighe a Magh Slécht, in un anno non meglio precisato. 